# Bisdom Eupen-Malmedy

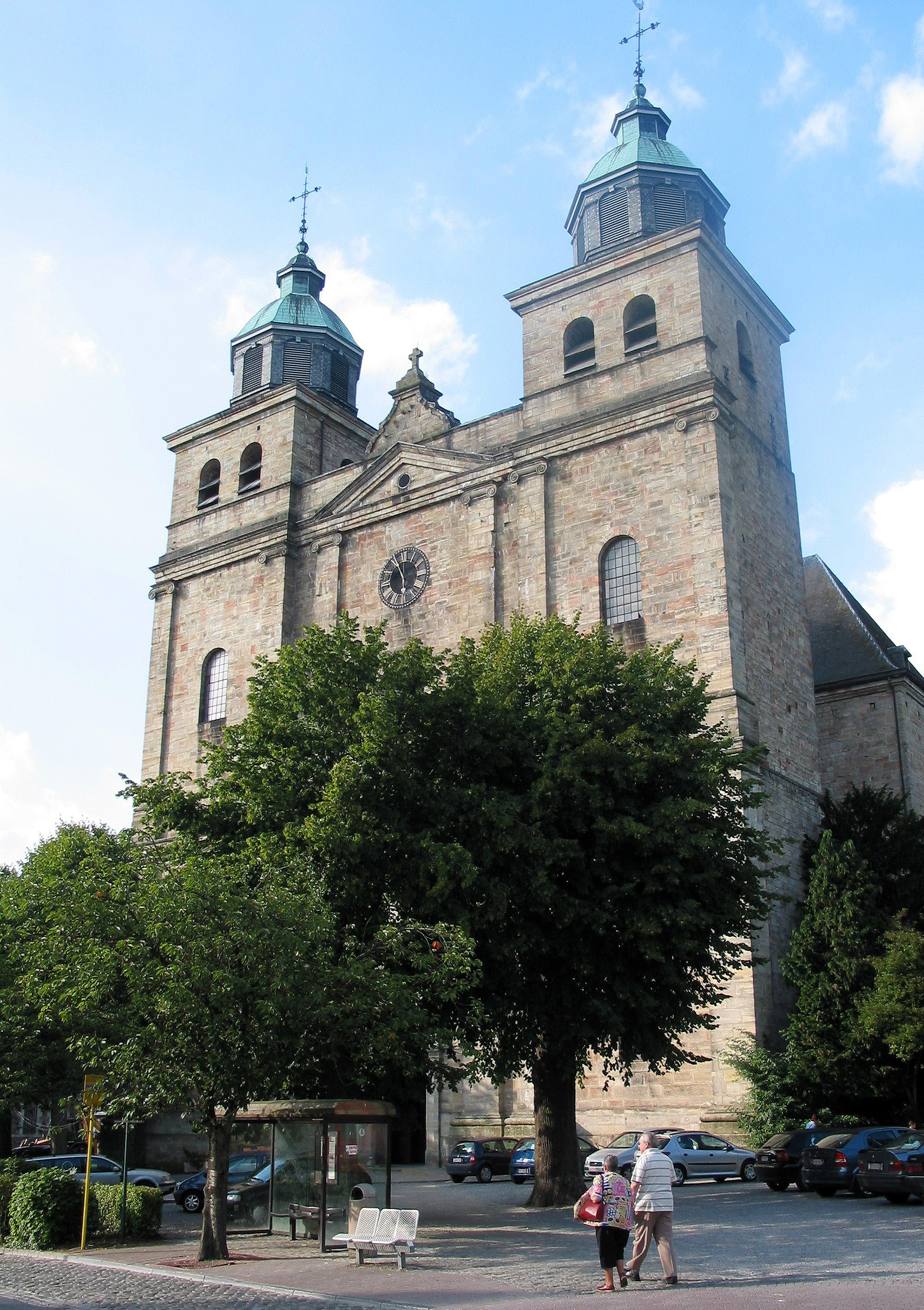
De Sint-Pieter, Paulus en Quirinuskathedraal in Malmedy.

Het bisdom Eupen-Malmedy (Latijn: Dioecesis Eupensis et Malmediensis) is een voormalig Belgisch rooms-katholiek bisdom dat tussen 1920 en 1925 bestond en de huidige Oostkantons omvatte.

## Geschiedenis
De Duitse kantons Eupen en Malmedy werden in 1920, conform het Verdrag van Versailles, ter compensatie van de geleden schade gedurende de Eerste Wereldoorlog, aan het koninkrijk België toegevoegd.
Er waren verschillende problemen met de bevolking, die een soort identiteitscrisis meemaakte door nu plots deel uit te maken van een andere staat. Ook op kerkelijke vlak waren er problemen, daar de lokale clerus zich meer verbonden voelde met het Duitse aartsbisdom Keulen dan met het suffragane Franstalige bisdom Luik, dat afhing van het aartsbisdom Mechelen, het latere aartsbisdom Mechelen-Brussel.
Toen de situatie escaleerde vroeg kardinaal Mercier, de primaat van België en aartsbisschop van Mechelen-Brussel, aan paus Benedictus XV om de oprichting van een suffragaan bisdom dat de nieuwe Belgische gebieden zou omvatten. De paus gaf hieraan gehoor door op 30 juli 1920 met de publicatie van de pauselijke bul Ecclesiae Universae de apostolische administratie Eupen–Malmedy–Sankt Vith (die in 1919 was ingesteld als afsplitsing van het aartsbisdom Keulen) om te zetten in het bisdom Eupen-Malmedy op. Als bisschop werd Martin-Hubert Rutten, de toenmalige bisschop van Luik, aangeduid. Hij werd op 13 oktober 1920 officieel benoemd tot bisschop van Eupen-Malmedy. Daar hij ook bisschop van Luik bleef, bestuurde hij beide bisdommen in een personele unie.
Als zetel van het bisdom werd de abdijkerk van Malmedy, de Sint-Pieter, Paulus en Quirinuskerk verheven tot kathedraal.
Het bisdom werd op 15 april 1925 opgeheven. Het grondgebied werd toegevoegd aan dat van het bisdom Luik. De Sint-Pieter, Paulus en Quirinuskerk bleef echter de status van kathedraal behouden.

## Bisschop van Eupen-Malmedy
- Martin-Hubert Rutten (13 oktober 1920 tot 15 april 1925).